# A Ticket into the Underworld
A Ticket into the Underworld är ett musikalbum från 1993 av det tyska psychobillybandet Mad Sin. Albumet är utgivet på skivbolaget Maybe Crazy Records.

## Låtlista
1. Mad filthy undead
2. Meattrain at midnight
3. Hell-a-vision shock
4. Overpower
5. What's behind?
6. Road to ruin
7. Psychotic night
8. Real wild child
9. Prison of pain
10. Shabby dabby
11. Out of the dark
12. Morbid times

## Musiker
- Köfte (sång)
- F Stein (gitarr)
- Robbie (bas)
- Pat (trummor)